# ميتشيو موراسي
ميتشيو موراسي (村瀬迪与 موراسي ميتشيو) هي ممثلة يابانية ولدت في 28 فبراير في محافظة غيفو.

## أدوارها في الأنمي

### مسلسلات أنمي تلفزيونية
- أكاديمية الساحرات الصغيرات - سوسي مانبافاران
- ميغالوبوكس - ساتشيو
- غايست كراشر - جينتا آتو
- مونستر هنتر ستوريز: رايد أون - هيورو
- شفارتزيس ماركن - سيلفيا كزاسينسكا
- البدلة المتنقلة جاندام: أيتام الدم الحديدي - إيثان
- مغامرة جوجو الغريبة: ستارداست كروسيدرز - صندوق بريد

### أنمي الإنترنت
- ديفل مان: الطفل الباكي - سومي

### أفلام أنمي
- أكاديمية الساحرات الصغيرات - سوسي مانبافاران
- أكاديمية الساحرات الصغيرات: الموكب المسحور - سوسي مانبافاران

## أدوارها في الدبلجة اليابانية
- واكفو - إيربيل

## وصلات خارجية
- ميتشيو موراسي على موقع IMDb (الإنجليزية)
- ميتشيو موراسي على موقع قاعدة بيانات الفيلم (الإنجليزية)
- ميتشيو موراسي على موقع ANN person (الإنجليزية)